# 佐倉小枝
佐倉 小枝（さくら さえ、12月27日 - ）は、日本の漫画家。女性。九州出身。代表作は男性教師と元教え子の夫婦の生活を描いた『ハッピーライフ?』。
かつては羊子という名前で活動を行っていた。竹書房『Dokiッ!special』などにも作品を発表していた。

## 作品リスト

### 羊子名義
- 『愛をちょうだい』 2002年1月1日発売、蒼竜社（プラザコミックス）、ISBN 978-4-88386-115-6
- 『優しくしてね』 2002年9月20日発売、蒼竜社（プラザコミックス）、ISBN 978-4-88386-155-2
- 『ゆびきり完全版―羊子作品集』 2003年11月28日発売、桜桃書房（EX comics）、ISBN 978-4-75673-204-0

### 佐倉小枝名義
- 『えっちなこどものオモチャ箱―ぷりちーエロパロ作品集!』 2002年8月1日発売、オークラ出版（OAK COMIX）、ISBN 978-4-77550-027-9
- 『ハッピーライフ?』 2005年8月2日発売、マガジン・マガジン（ジュネコミックス）、ISBN 978-4-89644-411-7
- 『着エロ症候群』 2006年9月、モエールパブリッシング（ももまんじるし）、ISBN 978-4-90302-890-3
- 『ハッピーラブライフ』 2006年12月15日発売、マガジン・マガジン（ジュネコミックス）、ISBN 978-4-89644-415-5
  - 『ハッピーライフ?』の続篇。
- 『秘密の性癖』 2009年8月27日発売、竹書房（バンブー・コミックス DOKISPECIAL SELECT）、ISBN 978-4-81247-149-4